# Финеренон
Финеренон — нестероидный селективный антагонист минералокортикоидных рецепторов, который оказывает положительное влияние на сердечно-сосудистую систему у  пациентов с хронической болезнью почек (ХБП), связанной с диабетом 2-го типа. Препарат выпускается под коммерческим названием «Фириалта» компанией Bayer и одобрен Минздравом в марте 2023 года